# Angelica venenosa
Angelica venenosa är en flockblommig växtart som först beskrevs av William Frederick Neville Greenwood och som fick sitt nu gällande namn av Merritt Lyndon Fernald.
Angelica venenosa ingår i släktet kvannar och familjen flockblommiga växter. Inga underarter finns listade i Catalogue of Life.

## Bildgalleri

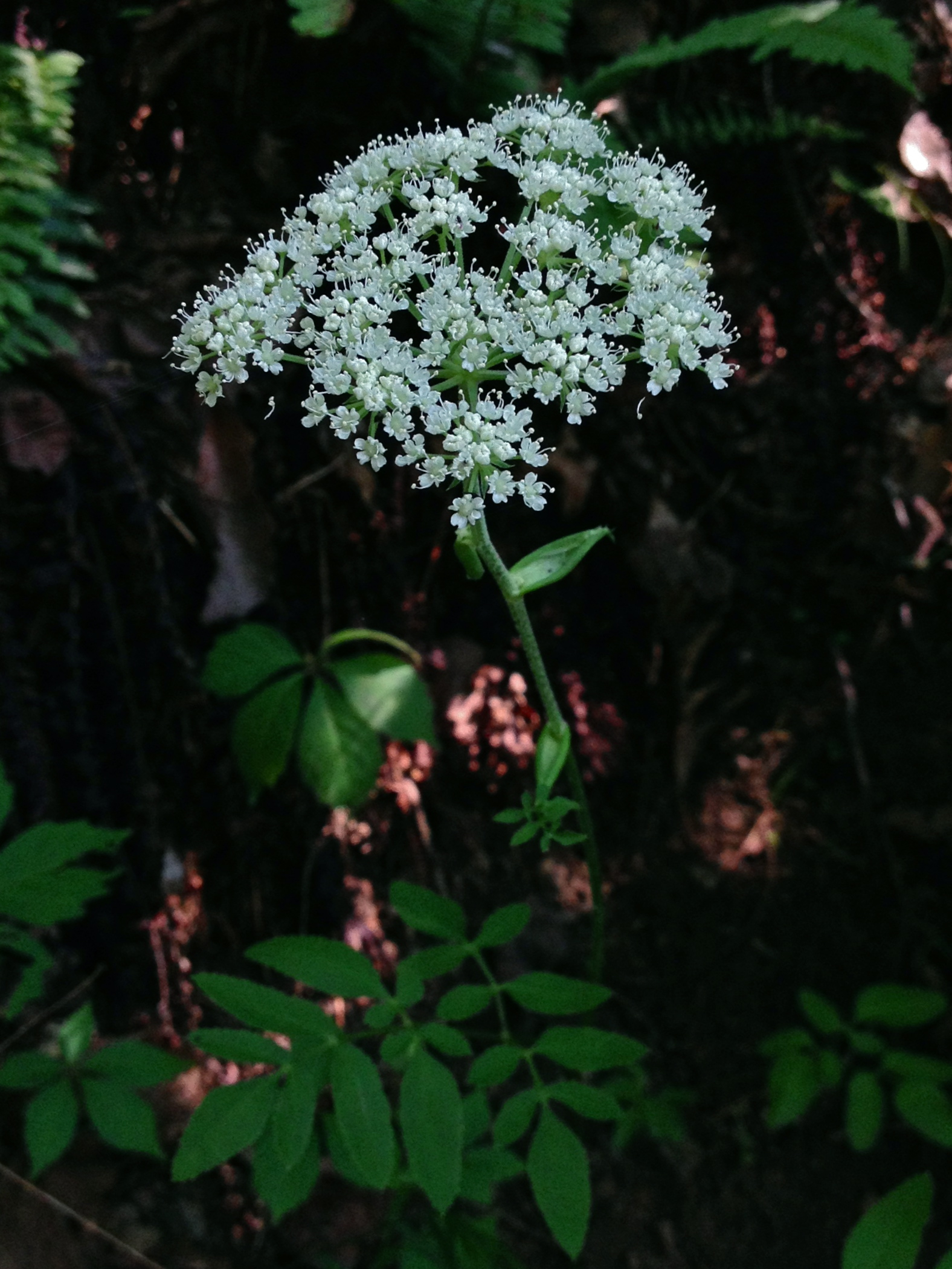
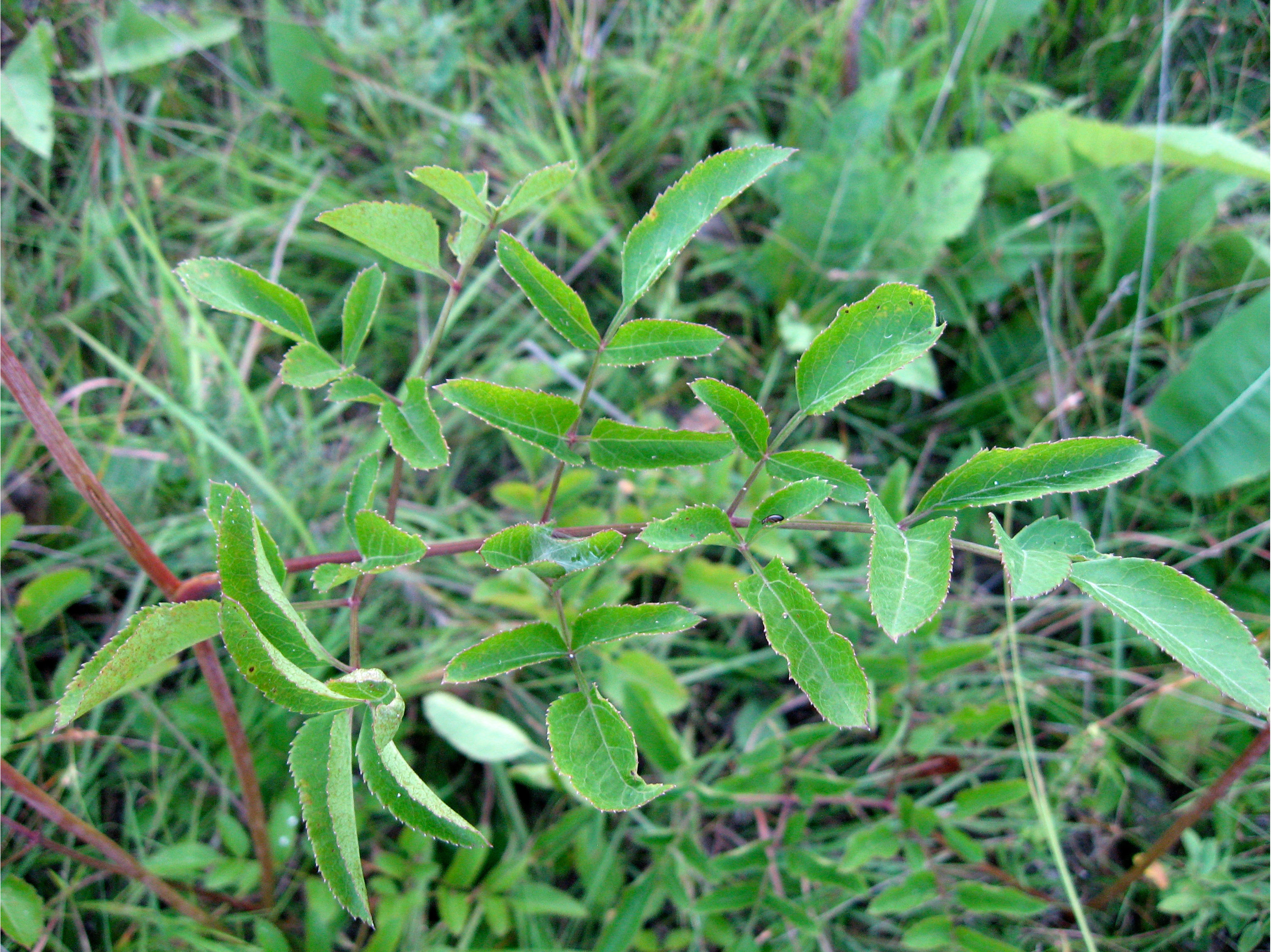
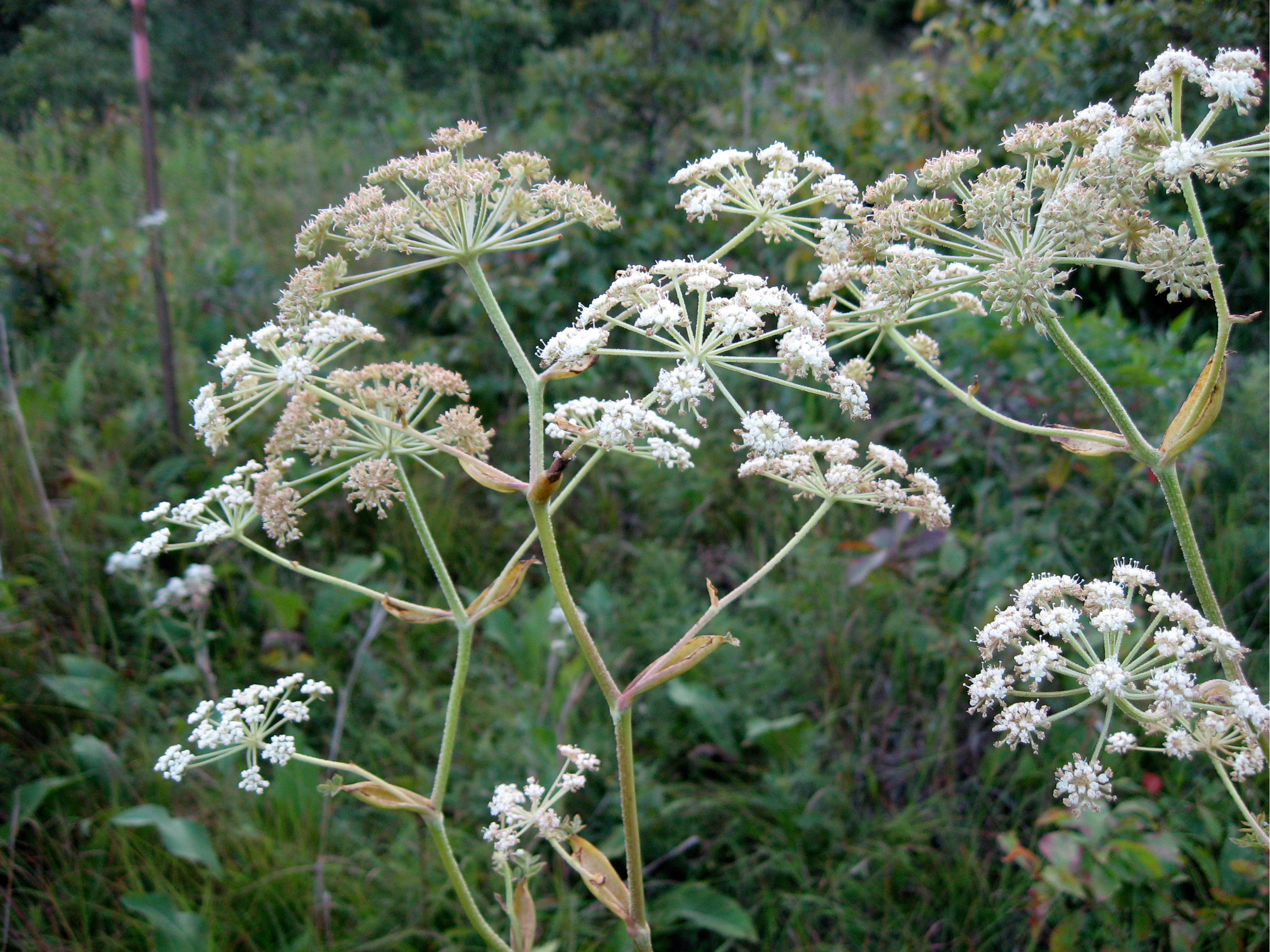